# 2015-ös Bundesvision Song Contest
A 2015-ös Bundesvision Song Contest volt a tizenegyedik Bundesvision Song Contest, melyet Brémában rendeztek meg, mivel a 2014-es versenyt a Brémát képviselő Revolverheld Lass uns gehen című dala nyerte. A versenyre 2015. augusztus 29-én került sor. Ez volt az első alkalom, hogy nyáron rendezték a versenyt. A helyszín a brémai ÖVB-Arena volt.

## A helyszín és a verseny
A verseny pontos helyszíne a Brémában található ÖVB-Arena volt, amely 14 000 fő befogadására alkalmas.
| Németország Bréma |

A dalfesztivál házigazdái sorozatban másodszor Stefan Raab és Elton voltak.
Az adás Stefan Raab és a tartományok zászlóvivőinek bevonulásával kezdődött. A műsorvezető ezt követően ismertette a versenyt és a szabályokat.
A dalok előtti képeslapokban a versenyzők a házigazdával, Stefan Raabbal egy beszélgetős műsorokra emlékeztető stúdióban beszélgettek és énekeltek a heavytones nevű zenekar kíséretében.
Látványos újítás volt a forgatható színpad, mely lehetővé tette a soron következő produkcióknál használt, nagy méretű díszletek időben történő elhelyezését a színpadon.
Sorozatban másodszor egy dal sem hangzott el kevert nyelven. Az összes versenyző úgy döntött, hogy teljes egészében német nyelvű dallal képviseli tartományát.
A versenyt 1,46 millióan követték figyelemmel, így a 2015-ös év a legsikeresebb nézettségi adatok tekintetében.

## A résztvevők
A versenyen Németország tizenhat tartománya vett részt.
2005 után másodszor szerepelt a Mecklenburg-Elő-Pomerániát képviselő Buddy Buxbaum, aki első alkalommal a Deichkind tagjaként, ezúttal pedig szólóban állt színpadra. 2011 után ugyancsak második alkalommal képviselte Baden-Württemberget a Glasperlenspiel. Az alsó-szászországi Madsen pedig 2008-ban vett részt korábban, és ahogy első szereplésükön, ezúttal is a negyedik helyen végeztek.
A győztes Rajna-vidék-Pfalzot képviselő Mark Forster 2015-ben meghívott előadóként szerepelt Németország eurovíziós válogatóműsorában, az Unser Song für Österreichban is.

## A szavazás
A verseny előtt esélyesnek tartották Rajna-vidék-Pfalz és Türingia versenyzőit. Előbbi végül győzni tudott, utóbbi pedig a harmadik helyen végzett.
A szavazás a fellépési sorrendnek megfelelően történt, vagyis Hamburg volt az első, és Rajna-vidék-Pfalz volt az utolsó szavazó.
Minden tartomány az eurovíziós rendszerben szavazott, vagyis 1-8, 10 és 12 pontot osztottak ki a legjobbnak ítélt tíz dalnak. A nemzetközi versennyel ellentétben azonban saját dalra is lehetett szavazni, így a legtöbb tartomány saját magának adta a maximális tizenkét pontot.
Az elsőként szavazó Hamburg Rajna-vidék-Pfalzot helyezte az élre. Brandenburg öt pontjával csatlakozott hozzá Észak-Rajna-Vesztfália is, de a hét ponttal Türingia, a tíz ponttal pedig Rajna-vidék-Pfalz vette át a vezetést. A tartomány ezután végig megőrizve előnyét első győzelmét aratta.
A győztes dal minden tartománytól kapott pontot, emellett sorozatban másodszor egy tartomány sem adott a győztesnek tíz pontnál kevesebbet. A maximális tizenkét pontot öt tartománytól kapták meg: Hamburg, Berlin, Mecklenburg-Elő-Pomeránia, Bajorország és Rajna-vidék-Pfalz szavazói ítélték Rajna-vidék-Pfalz versenydalát a legjobbnak.
Két tartományt is a saját maguk által kiosztott pontok mentettek meg a nulla pontos utolsó helytől: Mecklenburg-Elő-Pomeránia tíz pontja az utolsó előtti, Bajorország két pontja pedig az utolsó helyre volt elég. Utóbbi két pontja az eddigi legalacsonyabb pontszám, amit egy dal kapott, illetve a legalacsonyabb, amit egy tartomány saját magának adott.
Feltűnést keltett Hamburg szóvivője, aki a megszokottól eltérően angolul jelentette be a pontokat.

## Eredmények
| #  | Tartomány                 | Nyelv | Előadó              | Dal                 | Magyar fordítás     | Helyezés | Pontszám |
| -- | ------------------------- | ----- | ------------------- | ------------------- | ------------------- | -------- | -------- |
| 01 | Hamburg                   | német | Ferris MC           | Monstertruck        | —                   | 13.      | 14       |
| 02 | Brandenburg               | német | Ewig                | Ein Geschenk        | Egy ajándék         | 8.       | 50       |
| 03 | Saar-vidék                | német | PerDu               | Lange nicht getanzt | Sokáig nem táncolt  | 12.      | 15       |
| 04 | Szász-Anhalt              | német | 3Viertelelf         | Mona Lisa           | —                   | 14.      | 13       |
| 05 | Baden-Württemberg         | német | Glasperlenspiel     | Geiles Leben        | Klassz élet         | 6.       | 82       |
| 06 | Szászország               | német | Radio Doria         | Sehnsucht Nr. 7     | 7-es számú vágyódás | 4.       | 84       |
| 07 | Schleswig-Holstein        | német | Jeden Tag Silvester | Dein Glück          | A szerencséd        | 10.      | 28       |
| 08 | Észak-Rajna-Vesztfália    | német | Donots              | Dann ohne mich      | Akkor nélkülem      | 2.       | 117      |
| 09 | Berlin                    | német | Lary                | Bedtime Blues       | Lefekvéskori blues  | 11.      | 23       |
| 10 | Mecklenburg-Elő-Pomeránia | német | Buddy Buxbaum       | Termin im Park      | Randi a parkban     | 15.      | 10       |
| 11 | Türingia                  | német | Yvonne Catterfeld   | Lieber so           | Inkább úgy          | 3.       | 114      |
| 12 | Bajorország               | német | Wunderkynd          | Hallo, Hallo        | —                   | 16.      | 2        |
| 13 | Alsó-Szászország          | német | Madsen              | Küss mich           | Csókolj meg         | 4.       | 84       |
| 14 | Bréma                     | német | Gloria              | Geister             | Szellemek           | 9.       | 46       |
| 15 | Hessen                    | német | Namika              | Hellwach            | Teljesen ébren      | 7.       | 76       |
| 16 | Rajna-vidék-Pfalz         | német | Mark Forster        | Bauch und Kopf      | Has és fej          | 1.       | 170      |

## Ponttáblázat

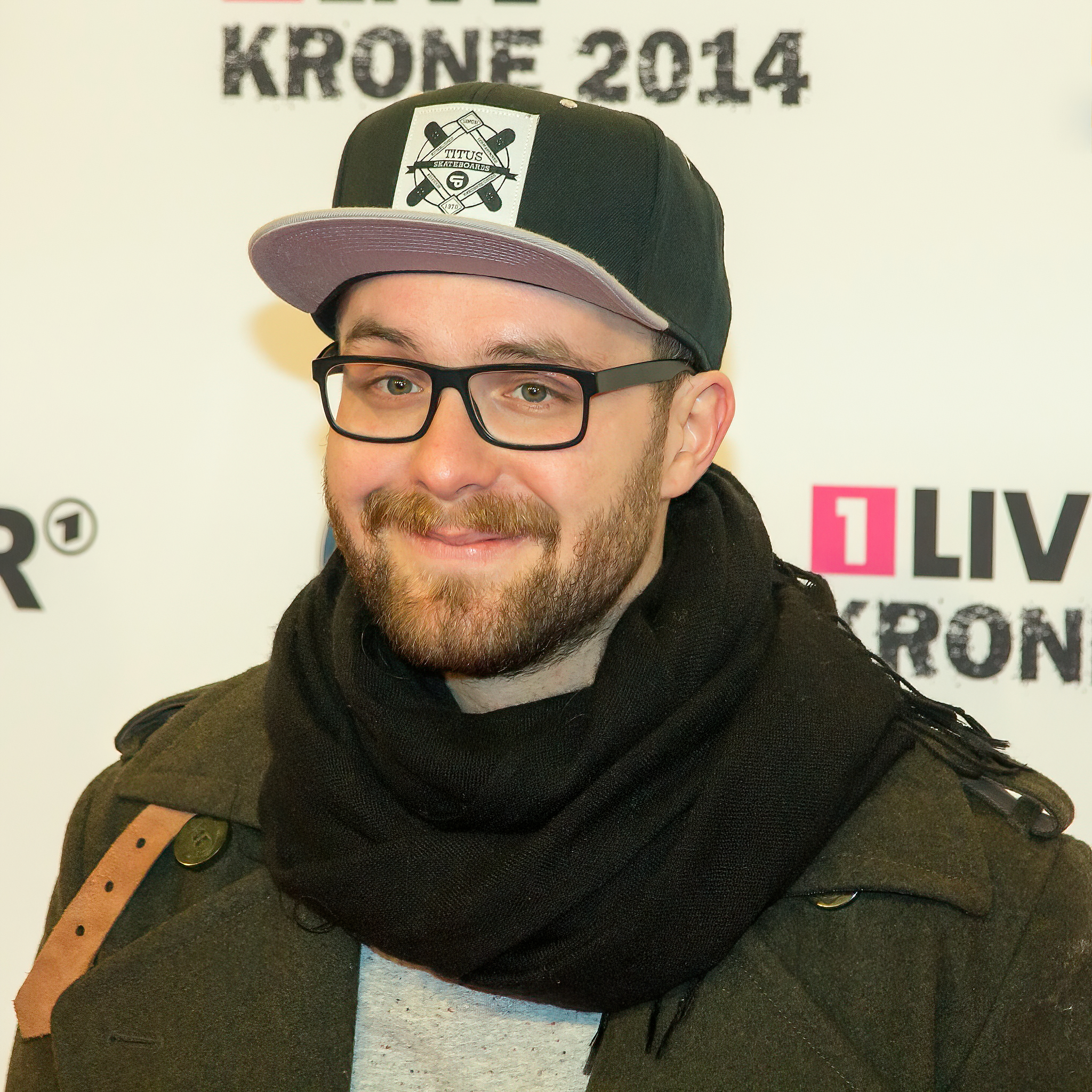
Mark Forster, a verseny győztese Rajna-vidék-Pfalzból

| Hamburg                   | 14  | 10 |    |    |    |    |    | 4  |    |    |    |    |    |    |    |    |    |
| Brandenburg               | 50  | 1  | 12 | 5  | 1  | 3  | 8  |    | 1  | 8  |    | 6  | 1  |    | 3  | 1  |    |
| Saar-vidék                | 15  |    |    | 12 |    |    |    |    |    |    |    |    |    |    |    |    | 3  |
| Szász-Anhalt              | 13  |    |    |    | 12 |    |    |    |    |    |    |    |    |    | 1  |    |    |
| Baden-Württemberg         | 82  | 3  | 6  | 6  | 4  | 12 | 5  | 3  | 6  | 4  | 2  | 3  | 4  | 3  | 5  | 6  | 10 |
| Szászország               | 84  |    | 8  | 2  | 7  | 5  | 12 | 1  | 4  | 5  | 6  | 8  | 5  | 4  | 4  | 5  | 8  |
| Schleswig-Holstein        | 28  | 8  |    |    |    |    |    | 12 |    | 1  | 5  |    |    | 2  |    |    |    |
| Észak-Rajna-Vesztfália    | 117 | 7  | 5  | 8  | 6  | 7  | 6  | 8  | 12 | 6  | 7  | 7  | 8  | 8  | 7  | 8  | 7  |
| Berlin                    | 23  |    | 2  | 1  |    | 1  | 1  |    | 2  | 10 |    | 1  |    | 1  |    | 2  | 2  |
| Mecklenburg-Elő-Pomeránia | 10  |    |    |    |    |    |    |    |    |    | 10 |    |    |    |    |    |    |
| Türingia                  | 114 | 6  | 7  | 7  | 8  | 8  | 7  | 6  | 8  | 7  | 8  | 12 | 10 | 5  | 2  | 7  | 6  |
| Bajorország               | 2   |    |    |    |    |    |    |    |    |    |    |    | 2  |    |    |    |    |
| Alsó-Szászország          | 84  | 5  | 4  | 4  | 5  | 4  | 4  | 7  | 5  | 3  | 4  | 5  | 6  | 12 | 8  | 4  | 4  |
| Bréma                     | 46  | 2  | 1  |    | 2  | 2  | 3  | 2  | 3  |    | 3  | 2  | 3  | 7  | 12 | 3  | 1  |
| Hessen                    | 76  | 4  | 3  | 3  | 3  | 6  | 2  | 5  | 7  | 2  | 1  | 4  | 7  | 6  | 6  | 12 | 5  |
| Rajna-vidék-Pfalz         | 170 | 12 | 10 | 10 | 10 | 10 | 10 | 10 | 10 | 12 | 12 | 10 | 12 | 10 | 10 | 10 | 12 |

### 12 pontok
| Darab | Jutalmazott tartomány  | Szavazó tartomány                                                          |
| ----- | ---------------------- | -------------------------------------------------------------------------- |
| 5     | Rajna-vidék-Pfalz      | Hamburg, Berlin, Mecklenburg-Elő-Pomeránia, Bajorország, Rajna-vidék-Pfalz |
| 1     | Alsó-Szászország       | Alsó-Szászország                                                           |
| 1     | Baden-Württemberg      |                                                                            |
| 1     | Brandenburg            |                                                                            |
| 1     | Bréma                  |                                                                            |
| 1     | Észak-Rajna-Vesztfália |                                                                            |
| 1     | Hessen                 |                                                                            |
| 1     | Saar-vidék             |                                                                            |
| 1     | Schleswig-Holstein     |                                                                            |
| 1     | Szász-Anhalt           |                                                                            |
| 1     | Szászország            |                                                                            |
| 1     | Türingia               |                                                                            |

## Visszatérő előadók
| Előadó          | Tartomány                 | Előző év(ek)                 |
| --------------- | ------------------------- | ---------------------------- |
| Buddy Buxbaum   | Mecklenburg-Elő-Pomeránia | 2005 (a Deichkind tagjaként) |
| Glasperlenspiel | Baden-Württemberg         | 2011                         |
| Madsen          | Alsó-Szászország          | 2008                         |

## Térkép

| Győztes 2. helyezett 3. helyezett 4. helyezett 5. helyezett 6. helyezett 7. helyezett 8. helyezett | 9. helyezett 10. helyezett 11. helyezett 12. helyezett 13. helyezett 14. helyezett 15. helyezett 16. helyezett |

## Részt vevő rádióállomások
Az Eurovíziós Dalfesztivállal ellentétben ezen a versenyen regionális rádióállomások választják ki a tartományok képviselőit. A 2015-ös verseny részt vevő rádióállomásai a következők voltak:
| - radio ffn - Radio Regenbogen - 98.8 Kiss FM - 89.2 Radio Potsdam - Energy Bremen - planet more music radio | - Antenne MV - RPR1 - R.SH - bigFM - Radio PSR - Antenne Thüringen |

## Galéria
A verseny műsorvezetői:

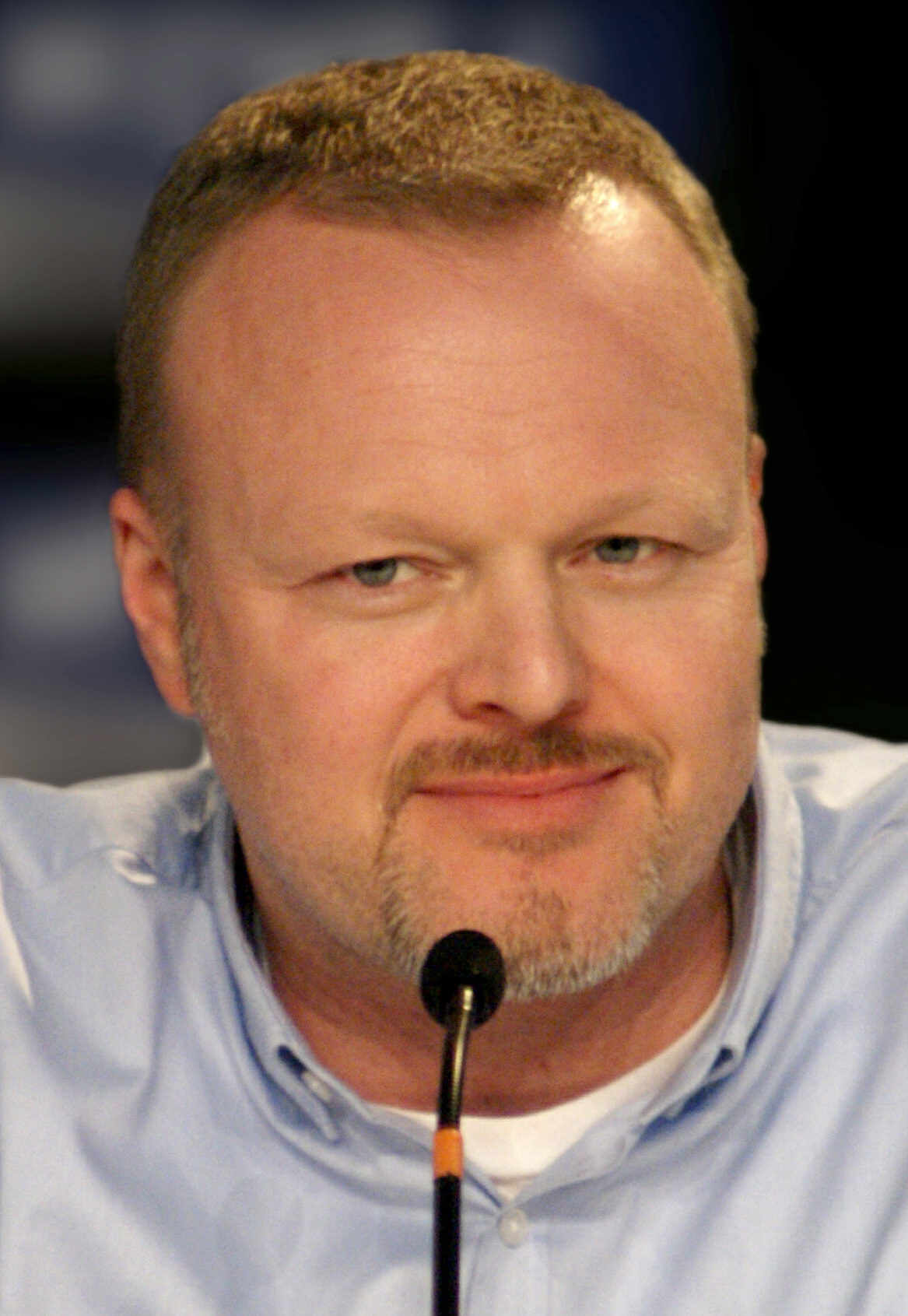
Stefan Raab
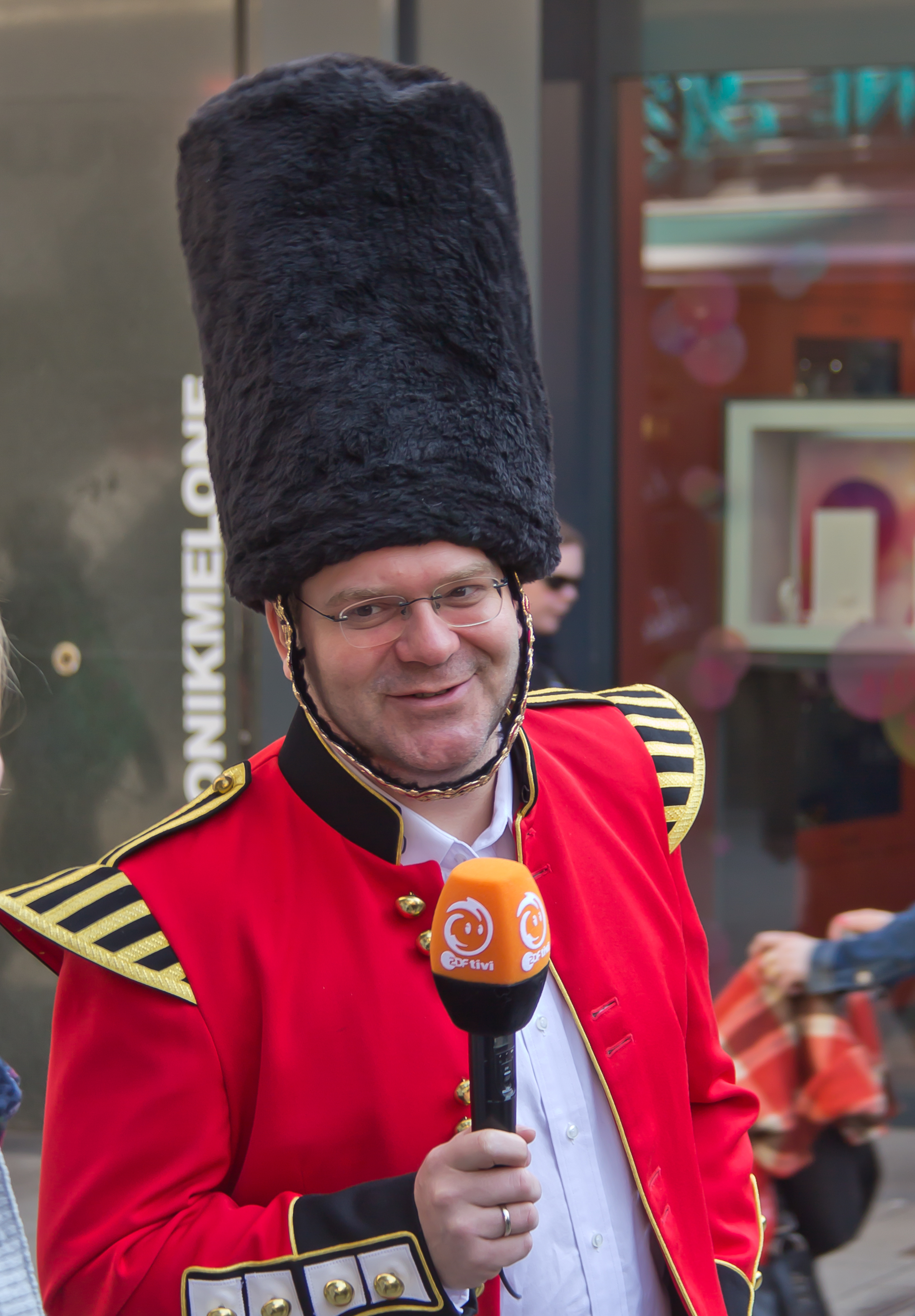
Elton